# Anders Wigelius
Sven Anders Wigelius, född 25 september 1987 i Alsters församling, Värmlands län, är en svensk låtskrivare och gitarrist. Han har varit medlem i Kindbergs och var senare också med i Drängarna men slutade 2021.

## Diskografi

### Album
- Blå tigrar.[3]

## Kompositioner
- 2014 – Hårdrockare med Thomas Järvheden (skriven tillsammans med Erik WIgelius och Kee Marcello).[4]

- 2014 – Någon som du med Kindbergs.[5]

- 2014 – Jag måste ha dig med Kindbergs.[5]

- 2014 – My avatar med Boyfriend (skriven tillsammans med Erik Wigelius och James Gicho).[6]

- 2015 – Ellinore med Kindbergs (skriven tillsammans med M. Dalqvist).[7]

- 2015 – Hela vägen hem med Martinez.[7]

- 2015 – Innan natten tagit slut med Martinez.[8]

### Melodifestivalen
- 2020 – Piga och Dräng med Drängarna (skriven tillsammans med Robert Norberg och Jimmy Jansson).

- 2023 – On My Way med Panetoz (skriven tillsammans med Njol Badjie, Pa Modou Badjie, Nebeyu Baheru, Jimmy Jansson, Robert Norberg och Daniel Nzinga).[9]

- 2024 – En Sång om Sommaren med Lasse Stefanz (skriven tillsammans med Robert Norberg och Anderz Wrethov).